# Barbara Sobotta
Barbara Janiszewska-Sobotta, de domo Lerczak (ur. 4 grudnia 1936 w Poznaniu, zm. 21 listopada 2000 w Krakowie) – polska lekkoatletka, sprinterka, dwukrotna mistrzyni Europy w lekkoatletyce, trzykrotna olimpijka, brązowa medalistka olimpijska z Rzymu.

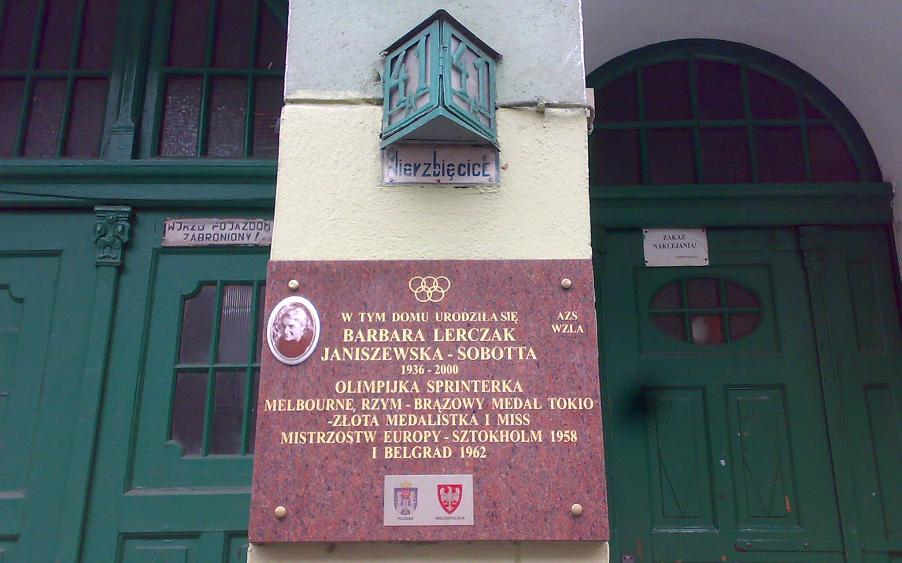
Dom rodzinny Barbary Sobotty – Poznań, ul. Wierzbięcice 41a

## Życiorys
Była absolwentką V Liceum Ogólnokształcącego w Poznaniu. Profesjonalnie zaczęła trenować w 1952, w AZS Poznań (specjalizowała się w biegach na 100 i 200 metrów). Jej wyniki już wówczas, w wieku szesnastu lat, kwalifikowały ją na igrzyska olimpijskie, jednak jej trener, Emil Dudziński, uznał, że jest zbyt młoda na start w tak dużej imprezie.
Była jedną z czołowych zawodniczek Wunderteamu. Specjalizowała się w biegach krótkich, największe sukcesy odnosiła w biegu na 200 m. Trzykrotnie startowała w igrzyskach olimpijskich. W Melbourne 1956 nie odniosła sukcesów (na 200 m odpadła w półfinale). W Rzymie 1960 zdobyła brązowy medal w sztafecie 4 × 100 m (wraz z Teresą Ciepły, Celiną Jesionowską i Haliną Górecką), a na 200 m była piąta w finale. W Tokio 1964 znów była w finale na 200 m, zajmując 6. miejsce.
Wielkie sukcesy odniosła podczas mistrzostw Europy, gdzie zdobyła w sumie dwa złote i dwa brązowe medale. W Bernie 1954 była czwarta na 200 m, a w sztafecie 4 × 100 m zajęła 5. miejsce. W Sztokholmie 1958 została mistrzynią Europy na 200 m oraz brązową medalistką w sztafecie 4 × 100 m. W Belgradzie 1962 zdobyła brązowy medal na 200 m, a sztafeta z jej udziałem (oraz Teresy Ciepły, Marii Piątkowskiej i Elżbiety Szyrokiej) medal złoty.

## Sukcesy
Siedemnaście razy zdobywała mistrzostwo Polski:
- 100 m – 1953, 1954, 1957 i 1958
- 200 m – 1953, 1954, 1955, 1956, 1957, 1958, 1959, 1960, 1961, 1962 i 1963
- sztafeta 4 × 100 m – 1955 i 1963

27 razy poprawiała rekordy Polski. Zajęła 9. miejsce w Plebiscycie Przeglądu Sportowego 1958.

## Życie prywatne
Uchodziła za miss biegaczek. Była żoną olimpijczyków Zbigniewa Janiszewskiego i Piotra Sobotty. Matka aktora Łukasza Nowickiego z nieformalnego związku z Janem Nowickim.
Została pochowana na cmentarzu Junikowo w Poznaniu (pole 27 kwatera D-2-12).

## Odznaczenia
Za osiągnięcia odznaczona została m.in. Złotym Medalem za Wybitne Osiągnięcia Sportowe i Krzyżem Kawalerskim Orderu Odrodzenia Polski. 

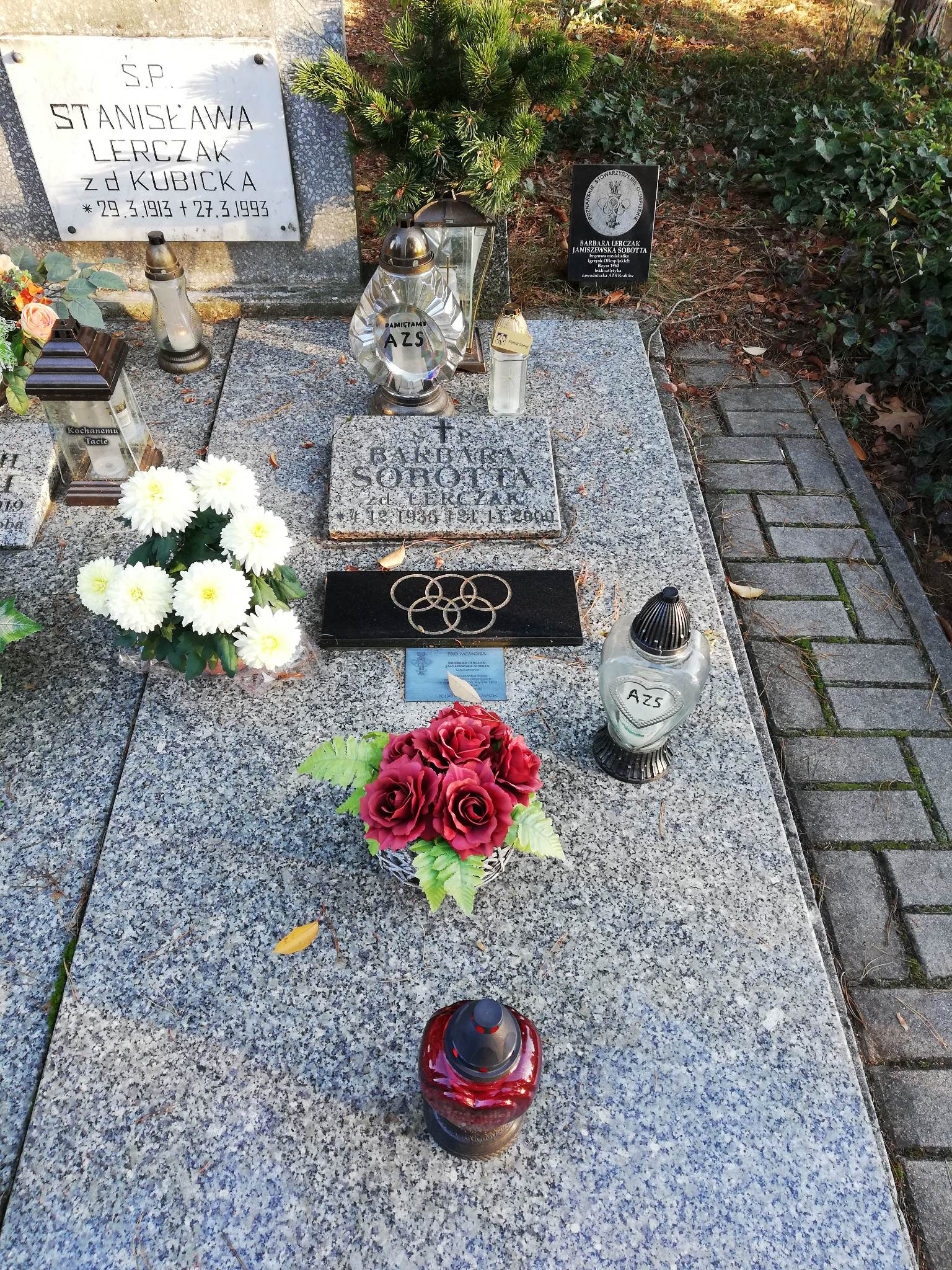
Grób Barbary Lerczak-Sobotty na Cmentarzu Junikowskim w Poznaniu